# Hordes of Chaos
Hordes of Chaos è il dodicesimo album in studio del gruppo musicale thrash metal tedesco Kreator, pubblicato nel 2009 dalla Steamhammer.

## Il disco
Malgrado continuino imperanti nella strada intrapresa agli inizi del decennio, si denota una certa cattiveria di fondo (rimasta sopita per anni) nelle urla del carismatico leader Mille Petrozza. Questo porta il sound ad una contrapposizione tra violente sonorità al limite del death metal e melodie di chitarra dichiaratamente heavy metal.
L'album è stato prodotto da Moses Schneider e mixato da Colin Richardson, l'artwork della copertina è invece opera di Joachim Luetke. Il produttore ha descritto il disco come il lavoro più organico della band. Ha dichiarato di aver cercato di catturare il vero spirito del gruppo registrando tutta la musica dal vivo in una stanza di incisione e che, fatta eccezione per il cantato, gli assoli e qualche melodia, non ci sono altre sovraincisioni sull'album.

## Edizioni
È stata pubblicata un'edizione limitata in Digipack con un bonus DVD e un artwork alternativo.
Successivamente, il 9 luglio 2010, è uscita sul mercato una ristampa con memorabilia intitolata Hordes of Chaos - Ultra Riot: include un bonus CD con delle versioni demo di alcune tracce del disco e di un paio di cover di altre band. Inoltre, inserendo il disco dell'album in un PC, è possibile vedere i videoclip realizzati per le tracce Hordes Of Chaos e Destroy What Destroys You.
È stato cambiato l'artwork ed è uscito sotto forma di mini-cofanetto.

## Tracce
1. Hordes of Chaos (A Necrologue for the Elite) - 5:04
2. War Curse - 4:10
3. Escalation - 3:24
4. Amok Run - 4:13
5. Destroy What Destroys You - 3:13
6. Radical Resistance - 3:43
7. Absolute Misanthropy - 3:37
8. To the Afterborn - 4:53
9. Corpses of Liberty - 0:56
10. Demon Prince - 5:17

### Bonus DVD
1. A Necrologue for the Elite (Making of)

### Hordes Of Chaos - Ultra Riot

#### Bonus CD
1. Hordes of Chaos (Demo) - 05:13
2. Radical Resistance (Demo) -	03:49
3. To the Afterborn (Demo) - 05:57
4. World Without Religion (Demo) Versione di Escalation con un arrangiamento differente - 03:49
5. Amok Run (Demo) - 04:19
6. Alle Gegen Alle (Demo) Cover degli Slime con la partecipazione di Nagel con i Thees Uhlmann - 02:48
7. You Are the Government (Demo) Cover dei Bad Religion - 01:11

## Formazione
- Mille Petrozza - chitarra, voce
- Sami Yli-Sirniö - chitarra
- Christian "Speesy" Giesler - basso
- Jürgen "Ventor" Reil - batteria